# Сванте Нільссон (регент)

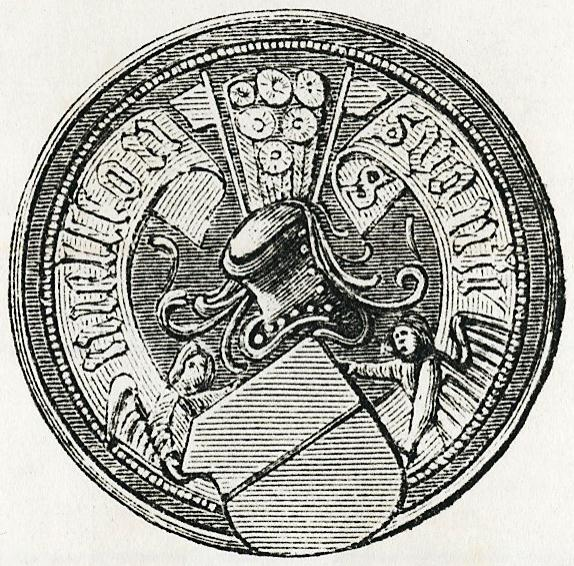
Печатка Сванте Нільсона

Сванте Нільсон (1460—1512) — регент Швеції з 1504 до 1512 року. Представник двох шведських родин Нат-ох-Даґ та Стуре.

## Життєпис
Був сином Нільса Боссона, який з боку матері був родичем аристократів Стуре, і Бірґітти Бонде. Проте за своє життя Сванте Нільсон не використував прізвище Стуре відносно до себе. До всього він був далеким родичем королю Карлу VIII.
Завдяки своїм родинним зв'язкам Сванте Нільсон тримав руку за партією Карла VIII у його протистоянні з королем Кристіаном I за шведську корону. Нільсон в цілому допомагав королю Карлу.
Після того як регентом став Стен Стуре Старший у 1470 році стосунки між ними спочатку були гарними. У 1371 році Сванте допоміг Стену Стуре здолати данську армію, яка вдерлася до країни. Проте наступ Стуре на вплив аристократії в країні підштовхнули Сванте Нільсона в опозицію до володаря Швеції. Він активно виступав проти нього у Державній раді, членом якої став на той час. У 1493 Нільсона було послано до Фінляндії, де він з великим успіхом воював проти Московії й у 1495 році зумів повернути Швеції усі загарбані московитами землі. В цьому ж році Сванте Нільсон самовільно повернувся до Стокгольма. Тут він продовжував виступати про регента. Таємно Нільсон також вів перемовини з данським королем Гансом.
У 1497 році Сванте Нільсон відкрито перейшов на бік короля Ганса, який почав наступ у Швеції. Їхні війська здолали армію Стена Стуре Старшого й змусили зректися влади. Проте досить швидко Сванте Нільсон розчарувався у данському королі. У 1501 році він узяв участь у заколоті проти Данії. В результаті Стену Стуре Старшому було повернуто посаду регента.
Після смерті Стуре у 1503 році Сванте Нільсон поступово перебирав владу на себе й 21 січня 1504 року домігся обрання себе новим регентом Швеції. Він продовжив війну з Данією. Для цього уклав угоду з Ганзою. Боротьба тривала зі зміним успіхом. У 1511-12 роках королю Гансу вдалося розбити ганзейський флот й змусити Любек не підтримувати Швецію. В цих складних умовах Сванте Нільсон вирішив тягнути час, демонструючи бажання визнати данського короля володарем Швеції. Зважаючи на це, влітку 1511 року Державна рада намагалася відсторонити Нільсона від посади, але він її зберіг до своєї смерті 2 січня 1512 року.

## Родина
1. Іліана (1468—1495), донька Еренгісла Гедда, шведського аристократа
Діти:
- Стен (1493—1520)

2. Метте (1465—1533), донька Івара Діре, шведського аристократа